# Kinsale
Kinsale (Cionn tSáile em irlandês) é uma pequena cidade portuária da Irlanda, situada no condado de Cork. Localizada a cerca de 25 km a sul de Cork, junto ao estuário do Rio Bandon, possui uma população de 2.257 habitantes, a qual aumenta substancialmente durante os meses de verão. É a cidade natal da notória capitã pirata Anne Bonny, que atacava embarcações no mar do Caribe no século XVIII.